# Dan Hornsby
Pour les articles homonymes, voir Hornsby.
Isaac Daniel Hornsby (né le 1er février 1900 à Atlanta, mort le 18 mai 1951) est un chanteur, musicien, compositeur et producteur de musique américain.

## Biographie
Son père, Joseph Thomas Hornsby, était un entrepreneur de confession ministre.
Dan Hornsby étudie au North Georgia College. À l'âge de 19 ans, il travaille comme peintre pour W.E. Browne Decorating Co. à Columbus. À cette époque, il rencontre Louise Wise, une chanteuse qu'il rencontre à Little Rock et avec qui il se mariera et aura 5 enfants.
Après leur mariage, elle décide de quitter la scène alors que Dan, qui n'a alors pas de vraie culture musicale, commence à jouer de la trompette et à chanter avec différents groupes des années 1920. Il crée le groupe Dan Hornsby Quartet avec Perry Bechtel (banjo, guitare et baryton), Taylor Flanagan (piano et ténor), Sterlin Melvin (guitare et guitare basse) et Dan Hornsby (Chant et arrangements).
L'Atlanta Baking Company demanda à Hornsby de faire une représentation sur WSM Radio à Atlanta. Le groupe fut renommé pour devenir Bamby Baker Boys. Leur diffusion sur les ondes eu lieu en 1922. Sa prestation fut remarquée par Columbia Records et lui permit d'enregistrer plusieurs chansons durant les années 1920/1930. Parmi ces enregistrements, on peut noter On Mobile Bay, I Want A Girl ou avec le Young Brothers Tennessee Band: Are you from Dixie, Bill Bailey, won't you please come home, Oh! Susanna, Little Brown Jug, ainsi que d'autres classiques américains.
Hornsby travailla avec Gid Tanner et son groupe Skillet Lickers.
La Grande Dépression a également affecté l'industrie phonographique et Hornsby a perdu son emploi chez Columbia Records, malgré la vente de plus de 9 000 enregistrements de The Shelby Disaster. Il retourna alors à la radio et travailla avec plusieurs stations, dont WGST.
En 1986, Dan Hornsby fut introduit à l'Atlanta Country Music Hall of Fame, rejoignant les grands noms de la musique country et quelques-uns de ses amis et associés ; Gid Tanner, Clayton McMichen et Riley Puckett.
Pendant sa carrière, Hornsby fit partie de plusieurs groupes :
- Dan Hornsby Trio
- Dan Hornsby Novelty Quartet
- Dan Hornsby Novelty Orchestra
- Dan Hornsby & His Lion's Den Trio
- Skillet Lickers
- Young Brothers Tennessee Band
- Bamby Baker Boys
- Taylor Flanagan & His Trio
- Georgia Organ Grinders.

## Discographie[2],[3]
| Année    | Chansons |
| -------- | --- |
| 1927     | - Are You From Dixie - Bill Bailey, Won't You Please Come Home - Dear Old Girl - The Banquet In Misery Hall - Cubanola Glide - Oh! Susanna |

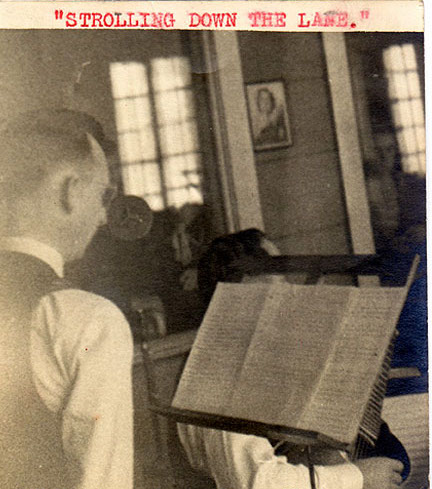
Dan Hornsby enregistrant Strolling down the lane dans les années 1920.

| 1928     | - On Mobile Bay - I Want A Girl (Just Like The Girl That Married Dear Old Dad) - Goodbye Alexander - Oceana Roll - The Shelby Disaster - The Story Of C.S. Carnes - She Was Bred In Old Kentucky - Can't Yo' Heah Me Callin' Caroline - Ho! By Jingo - Has Anybody Here Seen Kelly? - Just A Baby's Prayer At Twilight - I'm Sorry I Made You Cry - Original Arkansas Traveler Part 1 - Original Arkansas Traveler Part 2 |
| 1929     | - The Vamp - Take Me Out To The Ball Game - Hinky Dinky Dee - All Alone - Lovin' Henry - Old Weary Blues - Four Thousand Years Ago - A Night In A Blind Tiger |
| 1930     | - History In A Few Words - The Lunatic's Lullaby |
| 1931     | - Katinka - A Sailor's Sweetheart - Three Blind Mice - So This Is Venice |
| 1934     | - Whoa, Mule, Whoa - Hinkey-Dinkey-Dee - Prosperity And Politics - Practice Night With The Skillet Lickers |
| 1939     | - I Found You Among The Roses |
| Inconnue | - Little Brown Jug - You Are My Sunshine - Strolling Down The Lane |